# Marie Kalff
Pour les articles homonymes, voir Kalff.
Marie Kalff, de son vrai nom Johanna Maria Kalff, née à Amsterdam (Pays-Bas) le 29 juillet 1874 et morte dans le 16e arrondissement de Paris le 19 octobre 1959, est une actrice franco-néerlandaise.

## Biographie
Johanna Maria Kalff est née le 29 juillet 1874 à Amsterdam, l'aînée de quatre sœurs. Son père, Antonius Kalff (1846-1910), est nommé peu après directeur d'un compagnie de commerce de tabac  à Java, si bien qu'elle passe toute son enfance sur cette île. Il rentre plus tard avec sa famille à Amsterdam où il devient directeur de la banque des Pays-Bas.
Au début du XXe siècle, Johanna Maria s'installe à Paris où elle devient actrice au Théâtre-Antoine sous le nom francisé de Marie Kalff, avant de travailler avec Lugné-Poe dans son Théâtre de l'Œuvre. Elle rencontre à Paris son compatriote le peintre Kees van Dongen qui réalise en 1904 son portrait, parfois dénommé « Le Peignoir rose ». Elle fait ensuite la connaissance du dramaturge Henri-René Lenormand (1882-1951) qu'elle épouse le 13 décembre 1909, acquérant de la sorte la nationalité française. Lenormand lui fait découvrir en 1908 l'œuvre de Paul Claudel, qu'elle sera la première à présenter sur scène dès 1910 en interprétant des extraits de ses pièces.
Marie Kalff joue régulièrement au théâtre de 1904 à 1929 de grands auteurs comme Tchekhov et Pirandello, souvent sous la direction de Georges Pitoëff. Elle apparaît également dans deux films muets.
Marie Kalff est décédée le 19 octobre 1959 à Paris, sans descendance. Son importante collection de 1500 lettres a été léguée en 1961 à la bibliothèque de l'Arsenal. Elle repose auprès de son époux au cimetière des Batignolles (24e division).

## Théâtre

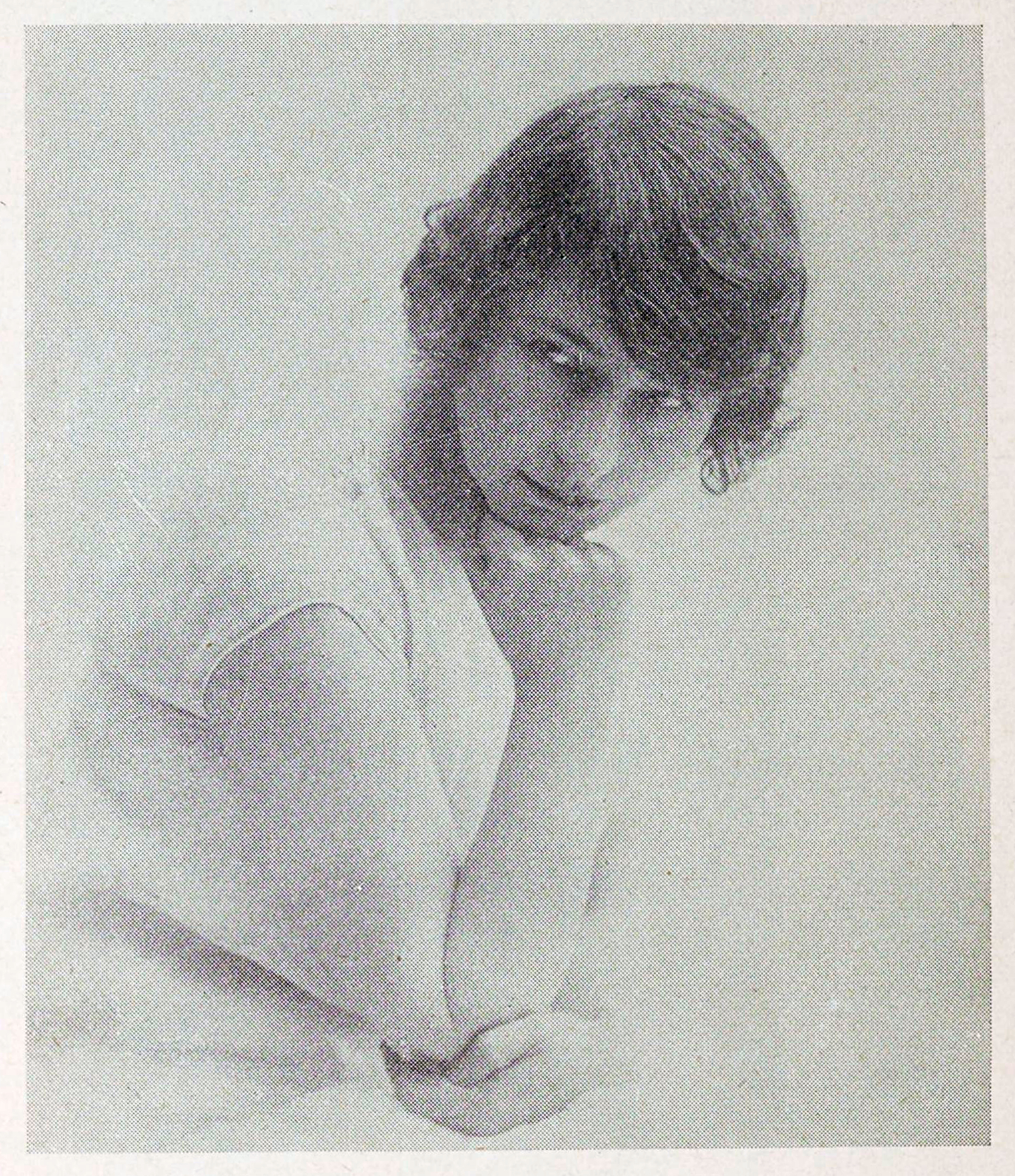
Marie Kalff dans Six personnages en quête d'auteur en 1937.

Liste non exhaustive des pièces jouées par Marie Kalff :
- 1904 : Le Petit Eyolf de Henrik Ibsen
- 1906 : Roi sans couronne de Saint-Georges de Bouhélier
- 1909 : Demain, pièce en un acte d'après la nouvelle de Joseph Conrad au théâtre des Arts :  Lucie[6]
- 1909 : Les Possédés de Henri-René Lenormand, mise en scène d'Arsène Durec : Suzanne Adrar[6]
- 1914 : L’Échange de Paul Claudel
- 1916 : Tête d’or de Paul Claudel, théâtre Michel
- 1919 : Le Temps est un songe de Henri-René Lenormand, mise en scène de Georges Pitoëff, au théâtre des Arts
- 1920 : Les Ratés de Henri-René Lenormand, mise en scène de Georges Pitoëff, au théâtre des Arts
- 1923 : Six personnages en quête d'auteur de Luigi Pirandello, mise en scène de Georges Pitoëff, à la Comédie des Champs-Élysées : la mère
- 1927 : Mixture de Henri-René Lenormand, sous la direction de Georges Pitoëff, au théâtre des Mathurins : Fearon
- 1929 : Les Trois Sœurs de Tchekhov, mise en scène Georges Pitoëff, au Théâtre des Arts : Masha
- 1937 : Six personnages en quête d'auteur de Luigi Pirandello, mise en scène de Georges Pitoëff, reprise au Théâtre des Mathurins : la mère

## Filmographie
- 1911 : La Poupée japonaise d'Émile Chautard
- 1913 : L'Auberge sanglante d'Émile Chautard
- 1949 : Le Bout de la route d'Émile Couzinet - La grand-mère